# ملكة جمال العراق في أمريكا
مسابقة ملكة جمال العراق في أمريكا (بالإنجليزية: Miss Iraq USA)‏ هي مسابقة سنوية لجمال الفتيات غير المتزوجات. تجري سنوياً منذ عام 2013 في الولايات المتحدة الأمريكية، يرأس ويشرف على المسابقة شركة «يلا فن» للإنتاج الفني ومؤسسها السيد جو راشو، وتتضمن شروط المسابقة أن تكون اعمار المشاركات ما بين 18 و 27 وأيضاً أن تكون مقيمة في الولايات المتحدة وغير مرتبطة، والغاية من المسابقة هو ترويج الثقافة العراقية وتعريف المرأة العراقية للعالم.

## التاريخ
أقيم حفل اختيار ملكة جمال العراق-أميركا لأول مرة في عام 2013 في ولاية إلينوي- شيكاغو، والتي توّجت به، «لافين حما»، ملكة على عرش الجمال العراقي من بين 15 فتاة تراوحت أعمارهن بين 18 و27 عاما، تنافسن على اللقب من كافة أنحاء العراق.
حظيت «ألينا اوراها» بلقب الوصيفة الأولى، والثانية سجا العتيبي، والثالثة ستافني ميخائيل. وابتدأت مراسيم المسابقة بأعتلاء 15 فتاة المسرح، للتنافس على اللقب أمام لجنة تحكيم من ميادين مختلفة، بإدارة المنتج بيلي هايدو، بطل العراق يوليوس إيزاك، داسكو شرواني، مزين المشاهير البير ميمي، مهندسة الديكور والمصممة غادة عجمي، دكتور روئيل كوركيس، الرسام التشكيلي عامر صالح، الناشطة سميرة كيركاويس.
بداية الحفل كانت مع لوحة راقصة تعبيرية ترمز إلى السلام وتم تعريف الجمهور على المشاركات بالمسابقة اللواتي يمثلن خلفيات ثقافية مختلفة، وتخلل مباراة الانتخاب تحقيقات مصورة من بينها شريط تحدثت كل متبارية فيه عن مدينتها أو بلدتها، وآخر تحدثن فيه عن العراق، وقدّم الفنان ليث يوسف أغنيتين خلال الحفل من أجمل أغنياته، وأشعل المسرح وتفاعل معه الحضور، واستمرت السهرة حتي ساعات الصباح الأولى، تُوجت بعدها الشابة العراقية البالغة من العمر 19 سنة «لافين حما» ملكة على عرش جمال العراق.
في 26 نوفمبر أقيم وللسنة الثانية على التوالي حفل اختيار ملكة جمال العراق- أمريكا لعام 2014/2015 في ولاية ميشيغان الأمريكية والتي توجت به ملكة على عرش الجمال العراقي ميليندا توما الطالبة في كلية الصيدلة.
14 فتاة يمثلن العراق بكافة أطيافه وقومياته تنافسن على اللقب، ولقب الوصيفة الأولى حظيت به الشابة فرح ستو، الثانية لافينيا عيسى، الثالثة ريتا غنام أما الوصيفة الرابعة فكانت من نصيب الشابة ماري كوركيس.
بداية الحفل كانت مع لوحة راقصة تعبيرية ترمز إلى السلام أدتها المشتركات مع الفنانة الإستعراضية ميغن هرمز على أنغام أغنية غالي يا عراق للفنان اللبناني ربيع بارود، وتم تعريف الجمهور على المشاركات بالمسابقة اللواتي يمثلن خلفيات ثقافية مختلفة. تخلل مباراة الانتخاب تحقيقات مصورة من بينها شريط تحدثت كل متبارية فيه عن العراق والغربة.
وإفتتح الفنان إسماعيل الفروجي الحفل بموال عن الغربة وأغنية إرفع رأسك لفوق إنت عراقي. كما أحيا الحفل نخبة من الفنانين العراقيين، عميد أسمرو، وميلاد يونس.
ثم أقيمت مسابقة ملكة جمال العراق في أمريكا لعام 2016 في قاعة بيلاجيو الواقعة بشارع وارين في ولاية مشيغان، بتاريخ 12 مارس 2016 وحضرها عدة فنانين أبرزهم حسام الرسام، فازت سارة عيدان بلقب ملكة جمال العراق-أميركا، أما الوصيفة الأولى فكانت ليليان فاروق، وحصدت لورد حنا لقب الوصيفة الثانية ونالت أنوار حسين لقب الوصيفة الثالثة من بين 15 فتاة.
وشاركت سارة عيدان ومثلت العراق في مسابقة ملكة جمال الكون 2017.

## الفائزات
| السنة       | الملكة       | الوصيفة الأولى | الوصيفة الثانية | الوصيفة الثالثة |
| 2013        | لافين حما    | ألينا اوراها   | سجا العتيبي     | ستافني ميخائيل  |
| 2014 - 2015 | ميليندا توما | فرح ستو        | لافينيا عيسى    | ريتا غنام       |
| 2016        | سارة عيدان   | ليليان فاروق   | لورد حنا        | أنوار حسين      |

## المشاركات في المسابقات الدولية
| السنة | المسابقة        | المتسابقة  | النتيجة | جوائز خاصة                   |
| 2017  | ملكة جمال الكون | سارة عيدان | رُشِّح     | في 16 الأوائل كأفضل زي وطني. |

## روابط خارجية
- الموقع الرسمي
- ملكة جمال العراق في أمريكا  على فيسبوك.
- ملكة جمال العراق في أمريكا على إنستغرام
- missiraqusa على تويتر.